# Andromache
Cet article concerne la chanteuse. Pour la personnage mythologique, voir Andromaque. Pour autres, voir Andromaque (homonymie).
Andromache Dimitropoulou (grec moderne : Ανδρομάχη Δημητροπούλου), connue sous le nom d'Andromache (auparavant Andromachi), est une chanteuse grecque, née le 12 octobre 1995.

## Biographie

### Origines et enfance
Andromache est née dans la ville de Siegen, dans le Land de Rhénanie-du-Nord-Westphalie de parents grecs ayant immigré en Allemagne. Elle retourna vivre en à Pýrgos, en Grèce avec sa famille à l'âge de neuf ans.
Elle étudia la philologie germanique à Athènes tout en débutant sa carrière musicale dans les petites scènes de la capitale hellénique de Gázi ainsi que à Lechená dans le Péloponnèse.

### Carrière musicale
En 2015, elle est révélée à l'âge de 20 ans grâce à sa participation lors de la deuxième saison de The Voice of Greece, où elle rejoint l'équipe du coach Michalis Kouinelis. Andromache est éliminée lors du deuxième live show.
En 2017, elle sort son premier single, intitulé To feggári, écrit par Giórgos Papadópoulos (en). Les années suivantes elle enregistre divers single comme Na soun Psema en 2019 et S'Agapo en 2020.
Peu avant sa participation au Concours Eurovision de la chanson 2022, elle signe chez Panik Music, le partenaire de Sony Music Entertainment en Grèce et à Chypre.

#### Concours Eurovision de la Chanson 2022

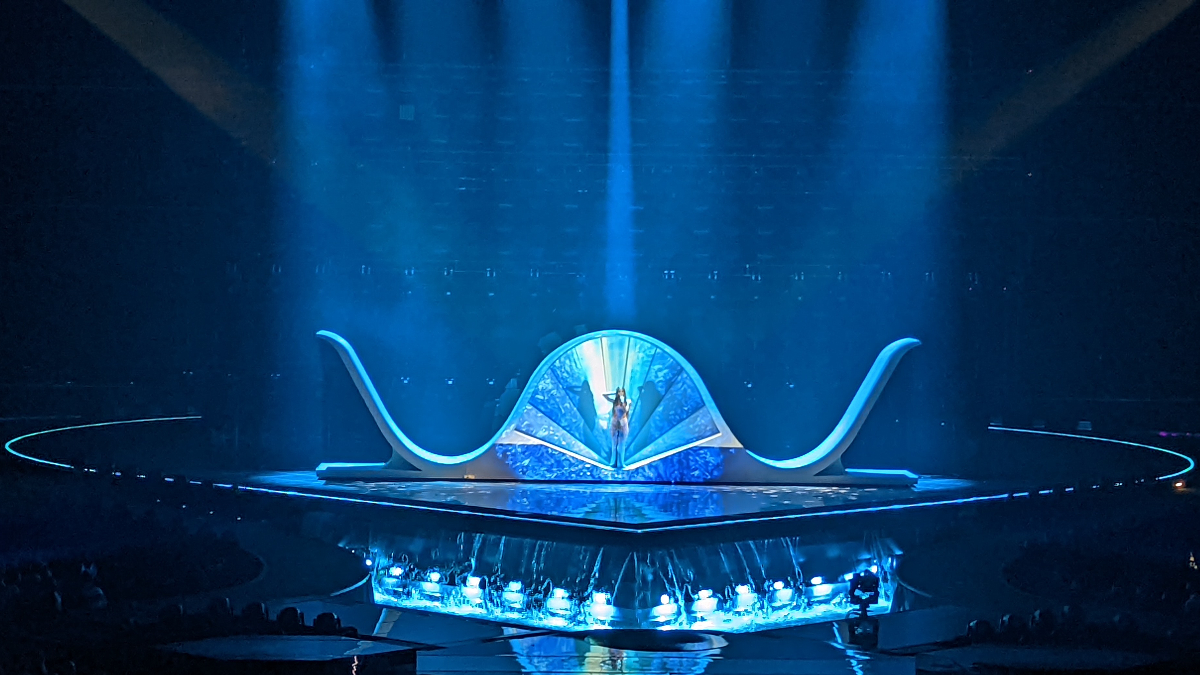
Andromache lors des répétitions du concours

Le 9 mars 2022, elle a été annoncée lors du programme Ola ston Aera de la télévision chypriote RIK 1 comme représentante de l'île au Concours Eurovision de la chanson 2022 à Turin, en Italie,. Le vidéo clip de la chanson Ela qu'elle présente au concours avait été enregistré quelques jours plutôt à Athènes.
La chanson aux couplets en anglais et au refrain en grec marque le retour de cette langue au Concours, une première depuis 2018, et depuis 2013 pour la participation chypriote .
Lors du tirage au sort ayant eu lieu le 25 janvier précédent a placé Chypre dans la deuxième demi-finale, qui se tient le 12 mai 2022, et plus précisément dans la première moitié du spectacle.
Durant de la demi-finale, Andromache est neuvième dans l'ordre de passage. Deux danseuses ont accompagné la chanteuse durant sa prestation. Une structure géante représentant une coquille reprenant le tableau La Naissance de Vénus de Sandro Botticelli a accueilli les trois femmes sur scène.
La révélation des chansons qualifiés pour la finale n'a pas mentionné le nom de la chanteuse qui n'est pas parvenue à se qualifier pour la finale, une première depuis 2013. La publication des résultats après la grande finale montre qu'Andromache est arrivée douzième de sa demi-finale à deux places de la qualification. Sa chanson Ela obtient 63 points, dont 54 grâce au télévote et les 9 autres grâce aux votes des jurys.

#### Après le concours
À la suite de sa participation au concours, son label regroupe ses singles dans un album compilation, qui prend pour nom Ela, sa chanson participant à l'Eurovision 2022.
Au cours de l'été 2022, elle enregistre avec le chanteur roumain WRS un titre en anglais et grec, If You Were Alone (Sta Matia Sou). Cette collaboration fait suite au coup de cœur amical entre les artistes qui se sont rencontrés lors des répétitions du Concours Eurovision 2022, ce dernier représentant la Roumanie au Concours Eurovision de la chanson 2022. Le clip du single est enregistré par les artistes à Santorin.

## Vie privée
Son enfance en Allemagne lui permet de parler couramment allemand, en plus du grec et de l'anglais. Son plat préféré est le pastítsio.

## Discographie

### Albums studio
- 2022 : Ela

### Singles
- 2017 : To feggári
- 2018 : Den Mporo
- 2019 : De Se Dialexa
- 2019 : Na soun Psema
- 2020 : S' Agapo
- 2020 : S' Agapo (Sergio T Remix)
- 2021 : Vasano Mou
- 2022 : Ela
- 2022 : If You Were Alone (Sta Matia Sou) avec WRS